# 內馬尼亞·拉多維奇
內馬尼亞·拉多維奇（1991年11月11日—），為蒙特內哥羅男子籃球運動員，最後效力於西班牙篮球甲级联赛武康莫夕亞。他也代表黑山國家男子籃球隊參賽。

## 職業生涯
2014年2月24日，拉多維奇加盟西班牙篮球甲级联赛武康莫夕亞。

## 外部連結
- 內馬尼亞·拉多維奇在fiba.basketball（英语）
- 內馬尼亞·拉多維奇在archive.fiba.com（存檔）（英语）
- 內馬尼亞·拉多維奇在歐洲籃球聯賽官網（英语）
- 內馬尼亞·拉多維奇在西班牙篮球甲级联赛官網（球員）（西班牙语）
- 內馬尼亞·拉多維奇在亞得里亞海聯賽官網（英语）
- 內馬尼亞·拉多維奇在Basketball-Reference.com（國際）（英语）
- 內馬尼亞·拉多維奇在Eurobasket.com（球員）（英语）
- 內馬尼亞·拉多維奇在Proballers（英语）
- 內馬尼亞·拉多維奇在RealGM（球員）（英语）